# 新木場出入口

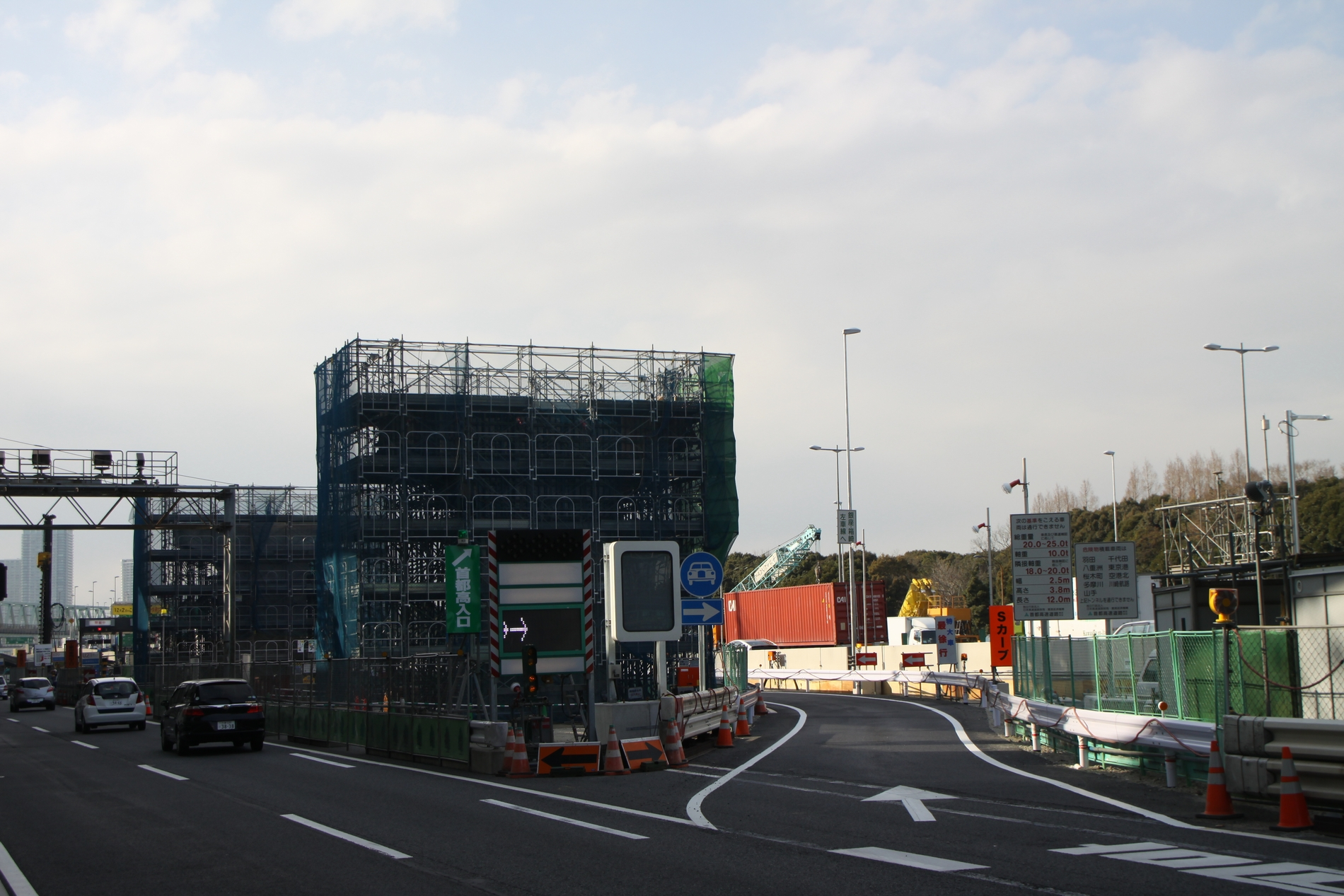
新木場入口

新木場出入口（しんきばでいりぐち）は、東京都江東区にある首都高速道路湾岸線の出入口である。西行・東行双方の出口・入口とも設置されているフルインターチェンジである。入り口は国道357号の連続立体工事により30メートル手前に移動した。
2022年（令和4年）4月1日以降、西行・東行ともに入口はETC専用となっている。

## 接続する道路
- 国道357号

## 周辺
- 新木場駅（東日本旅客鉄道京葉線、東京メトロ有楽町線、東京臨海高速鉄道りんかい線）
- 夢の島公園
  - 第五福竜丸展示館
- 東京夢の島マリーナ
- 東京ヘリポート
- 若洲海浜公園
- 若洲公園

## 隣
首都高速湾岸線
(B23)有明出入口 - 辰巳JCT - (B24,B25)新木場出入口 - 葛西JCT - (B26,B27)葛西出入口

## 注意
- 西行き入口合流後、次の辰巳JCTでは左の1車線が9号深川線行きのため、湾岸線西行きを空港中央方面へ走行するドライバーは注意。
- 左（入口）から合流する車と右（本線）から9号深川線へ行こうとする車が本線上で交差するため、事故や渋滞が発生しやすい。